# 佐藤有世
佐藤有世（1984年2月1日—）是日本女性聲優，東京都出身。

## 人物
- 有一個比自己年長很多的哥哥是GUNDAM的御宅族。
- 在機動戰士GUNDAM 00的廣播節目，以姬絲汀娜‧西拉一角擔任助手。
- 會對較自己年輕的入野自由使用敬語，因為入野是聲優的前輩。

## 出演作品

### 電視動畫
2006年
- Happiness!（上条信哉〈少年時代〉）
- （陽華）

2007年
- 機動戰士GUNDAM 00（克莉絲汀・席耶拉）
- 月面兔兵器米娜（サクラ）
- （弘美）
- （少年天使B）
- 魔人偵探腦嚙尼奧洛（女C）

2008年
- 淘氣小親親（ちーぼ、研修護士・、女學生、女性客B）
- 戀姬†無雙（小孩）
- Strike Witches（山川美千子）

2010年
- 花丸幼稚園（拓海、忍、守、菖蒲）
- Strike Witches2（山川美千子）
- DARKER THAN BLACK外傳（DOLL少年）

2013年
- 初音島III（美琴）
- IS〈Infinite Stratos〉2（相川清香、敵）

### 網絡動畫
- （女子）

### 遊戲
- （女僕）
- （草薙奈菜香）
- Little Aid （草薙奈菜香）

## 外部連結
- Atomic Monkey公式官網的聲優簡介（页面存档备份，存于） （日語）
- 佐藤有世的X（前Twitter） （日語）